# عقاب سیاه (تانک)
'عقاب سیاه (به روسی: Чёрный орёл) پروژه لغوشدهٔ ساخت نوعی تانک اصلی میدان نبرد در روسیه بود که بر مبنای توسعه و ارتقای تانک تی-۸۰ طراحی می‌شد. این پروژه در دهه ۱۹۸۰ آغاز شده و ماکت‌ها و پیش‌نمونه‌هایی از آن در اواخر دهه ۱۹۹۰ به نمایش درآمد تا اینکه در سال ۲۰۰۱ لغو آن به طور رسمی اعلام شد. 
شاسی تانک عقاب سیاه بر اساس شاسی تی-۸۰ طراحی شده اما درازتر شده و یک جفت چرخ به آن اضافه شده بود. برخلاف برجک تمام تانک‌های روسی که کوچک و به صورت نیمکره‌ای هستند، برجک تانک عقاب سیاه بسیار بزرگتر شده و مستطیلی‌شکل بود. همچنین به سبک تانک‌های غربی قسمت جداگانه‌ای در آن برای حمل مهمات پیش‌بینی شده بود تا ایمنی سرنشینان در صورت انفجار مهمات افزایش یابد. این تانک هم مثل دیگر تانک‌های روسی ـ از تی-۶۴ به بعد + به بارگذار اتوماتیک مجهز بود. اما این گلوله‌گذار دیگر از روش چرخ‌وفلکی استفاده نمی‌کرد بلکه از سیستم نوارنقاله‌ای زنجیری بهره می‌برد؛ سیستمی که ژاپنی‌ها در تایپ ۹۰ کیومارو و تایپ ۱۰ و فرانسوی‌ها در لکلر آن را به کار گرفته‌اند. همچنین قرار بود این تانک از موتور توربین گازی به قدرت ۱۴۰۰ اسب بخار استفاده کند و وزن آن نیز ۴۸ تن باشد. عقاب سیاه هم مثل تانک‌های دیگر روسی به توپ ۱۲۵ م‌م بدون خان مسلح بود اما گفته شده بود که برجک تانک گنجایش لازم برای نصب توپ ۱۵۲ م‌م را هم دارد. زره تانک نیز در قسمت جلو ضخامت بالایی داشت و از زره‌های واکنشی نسل جدید روسی مثل کاکتوس و کنتاکت-۵ هم بهره می‌برد.
پروژه تانک عقاب سیاه طور رسمی در سال ۲۰۰۱ لغو شد. مشکلات مالی، نقایص طرح و مهمتر از همه عملکرد وحشتناک تی-۸۰ در جنگ چچن مهمترین دلایل لغو این پرژه بودند. تی-۸۰ها در این جنگ به قدری ضعیف ظاهر شدند که ژنرال گالکین رئیس نیروهای زرهی روسیه، وزیر دفاع این کشور را قانع کرد که دیگر هیچ تانکی با موتور توربین گاز را سفارش ندهد و در نتیجه عقاب سیاه هم بلافاصله لغو شد. روس‌ها پس از آن استفاده از طرح جدید به نام تی-۹۵ را در دستور کار داشتند که البته پروژه ساخت این تانک هم در سال ۲۰۱۰ لغو شد.